# Хемчандра Баруа
Хемчандра Баруа (হেমচন্দ্ৰ বৰুৱা, 10 грудня 1835 —1896) — індійський вчений, поет, письменник, драматург, що складав твори ассамською мовою.

## Життєпис
Походив з родини середнього статку. З 9 року його батька муктурам баруа віддав хлопця на навчання. Тут добре вивчив санскрит та гінді. Згодом продовжив освіту у Калькуті. Втім після завершення навчання повернувся до Ассаму. Тут займався журналістикою, починає складати вірші та п'єси, бере активну участь у соціальних рухах. У 1883 році призначається редактором газеті «Ассам Ньюс». Цю посаду займав до 1885 року. Наприкінці життя більше схиляється до наукової роботи, особливо у сфері ассамської мови.

## Наука
У 1850-х роках працював над створення граматики ассамської мови, яку було опубліковано у 1859 році. В подальшому час від часу Баруа повертався до розробки граматичних принципів. У 1886 році видає граматику для дітей. До кінця життя працював над словником ассамської мови, який було видано вже після його смерті у 1900 році.
Хемчандре Баруа належить наукова розвідка «Ассамська шлюбна система».